# Приёр, Бартелеми
Бартелеми Приёр (фр. Barthélemy Prieur; 1536, Берзьё — октябрь 1611, Париж) — французский скульптор, родился в семье гугенотов в Берзьё, Шампань (ныне департамент Марна).

## Биография
В 1564—1568 годах работал в Италии при дворе Эммануила Филибера, герцога Савойского, в Турине. По возвращении во Францию работал в камерном жанре: небольшие бюсты из мрамора и бронзы, надгробные рельефы, небольшие анималистические статуэтки. С 1571 года под руководством Жана Бюллана он работал во дворце Лувра. Возможно, при посредничестве Жермена Пилона в 1591 году был представлен в качестве умелого мастера королю Генриху IV.
Приёр также известен в истории искусства тем, что в 1602 году отреставрировал знаменитую римскую скульптуру, называемую Дианой Версальской. Несколько его бронзовых скульптур хранятся в Национальной галерее искусств в Вашингтоне, в том числе «Гладиатор», «Лев, пожирающий лань», «Сидящая женщина». Бронзовые бюсты короля Генриха IV и его жены Марии Медичи (около 1600) находятся в Музее Эшмола в Оксфорде и в парижском Лувре. Фрагменты скульптурного надгробия коннетабля Анн де Монморанси и его супруги Мадлен (1576—1586) экспонируются в Лувре.

## Галерея

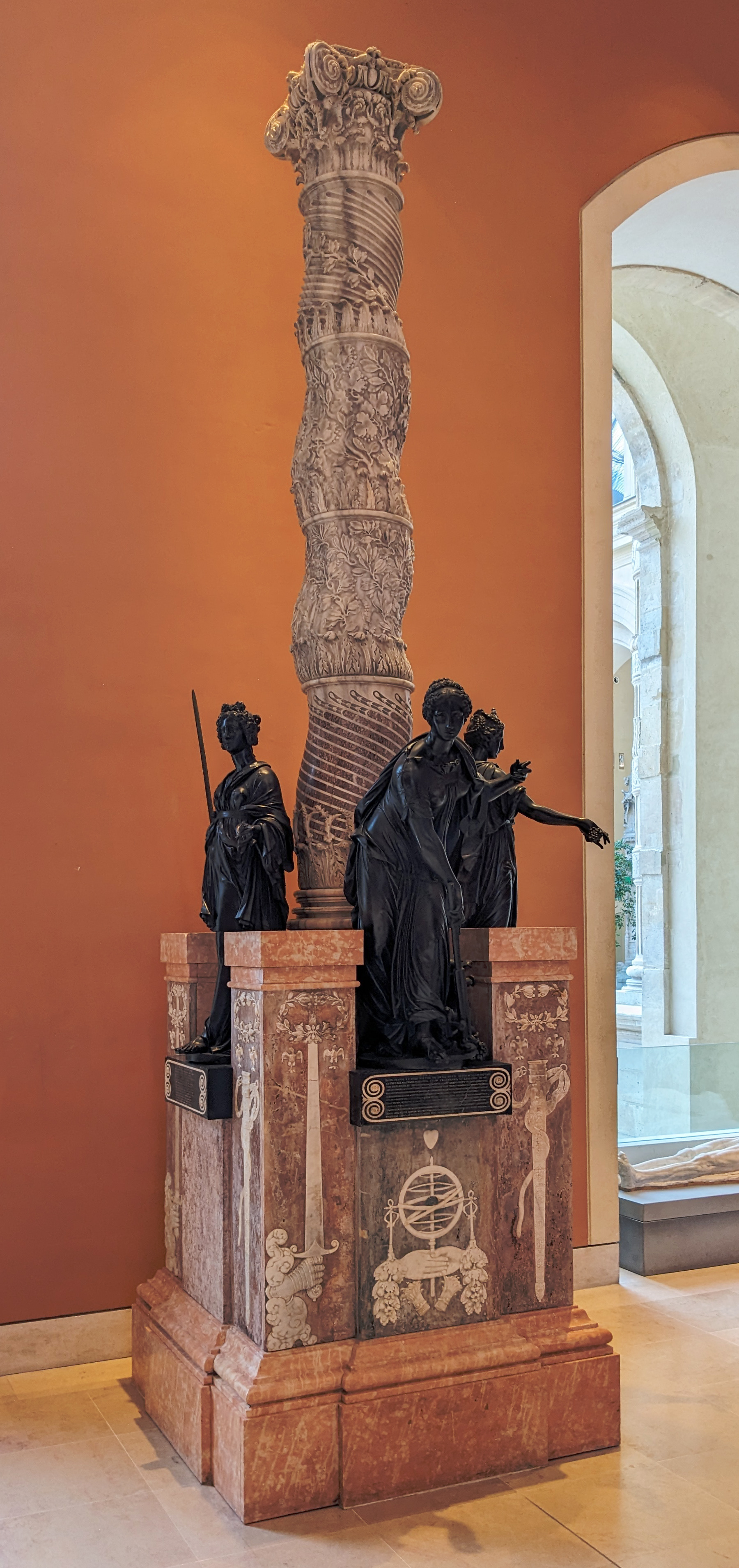
Памятник сердца коннетабля Анн де Монморанси. Макет. 1571. Лувр, Париж
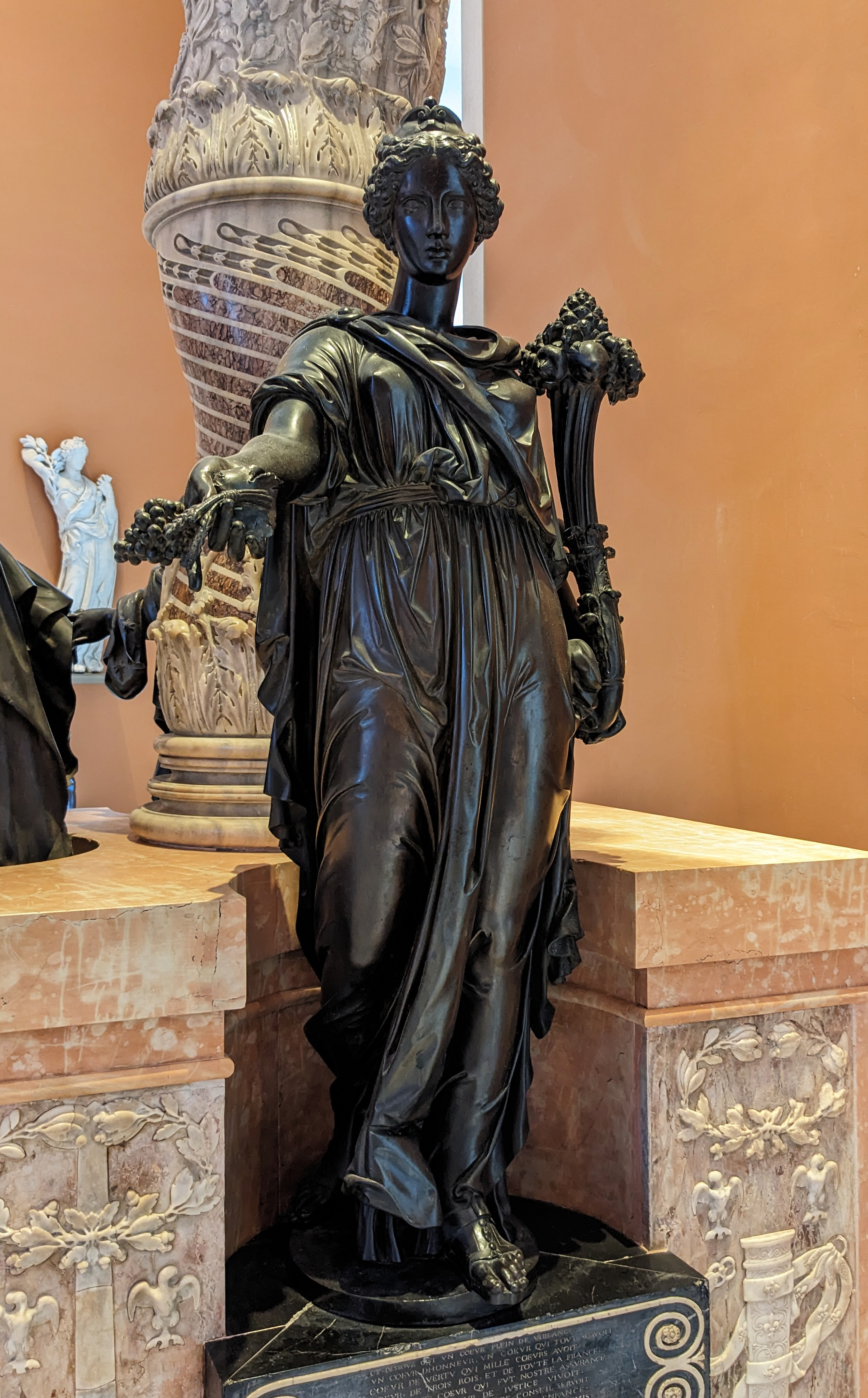
Аллегория Изобилия. Деталь памятника. Бронза
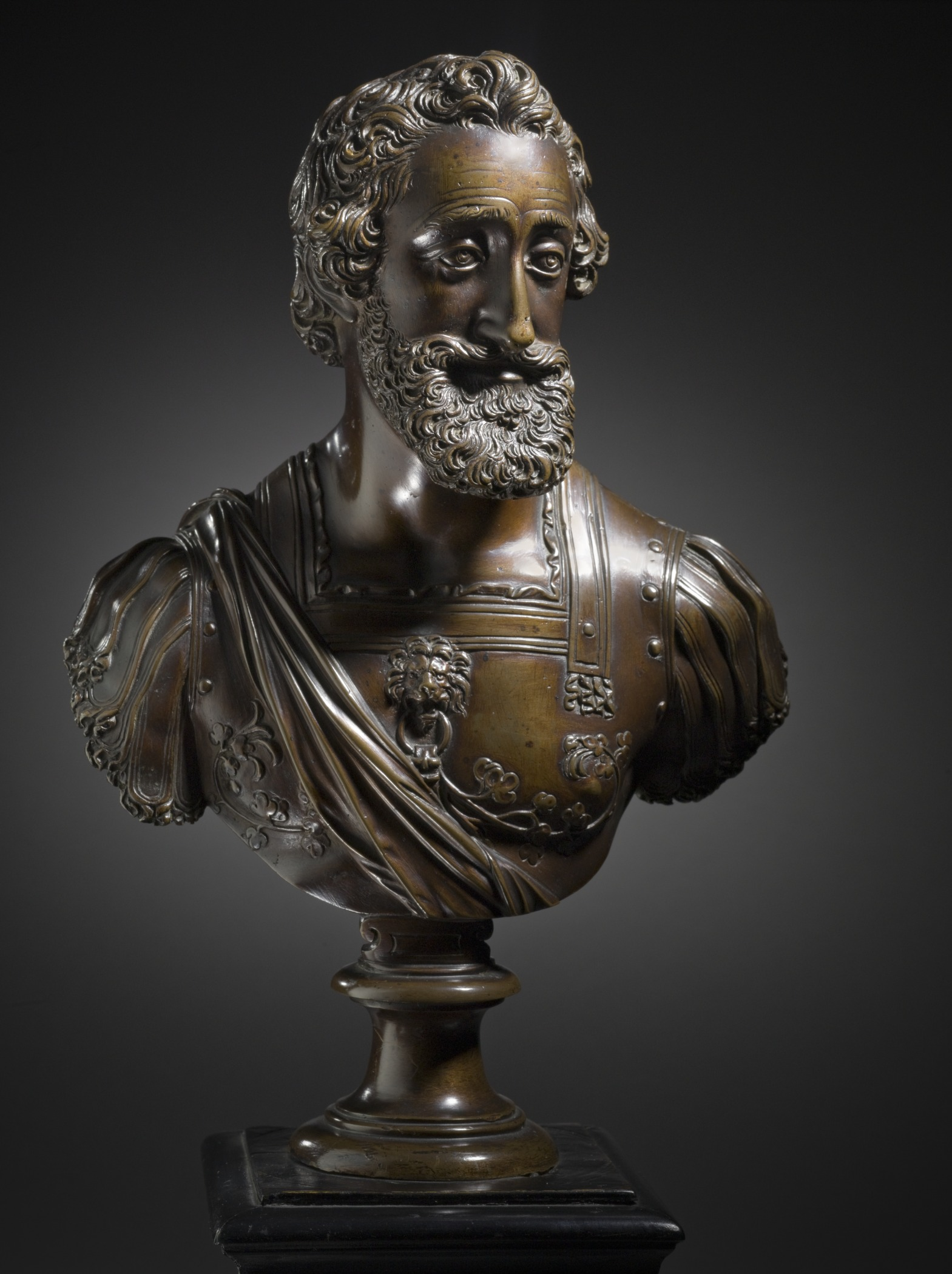
Бюст короля Генриха IV. Между 1601 и 1603. Бронза. Музей искусств округа Лос-Анджелес, США
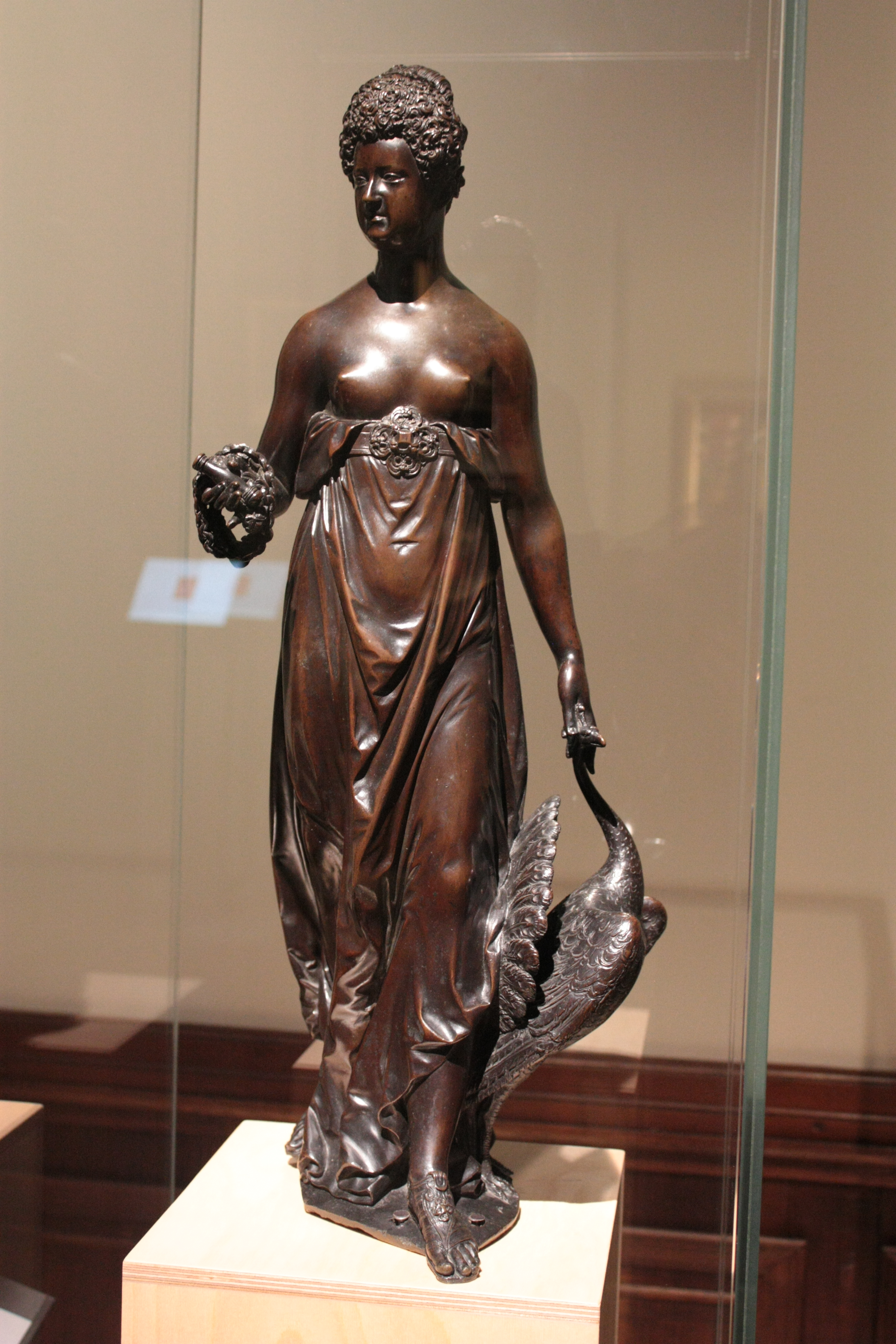
Мария Медичи в образе Юноны. 1600-е. Бронза. Лувр, Париж
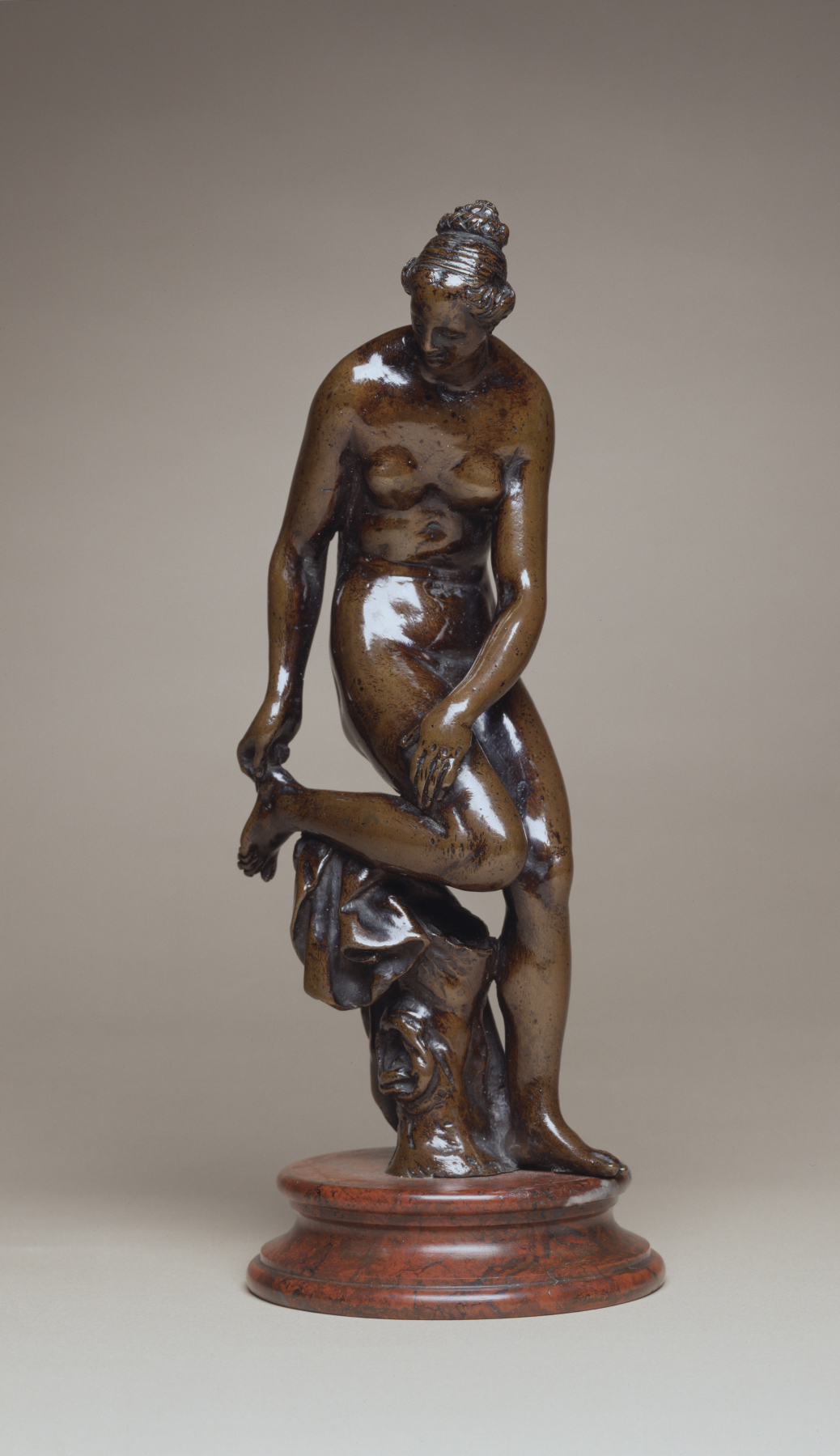
Купальщица. Между 1595 и 1610. Бронза. Художественный музей Уолтерса, Балтимор, США
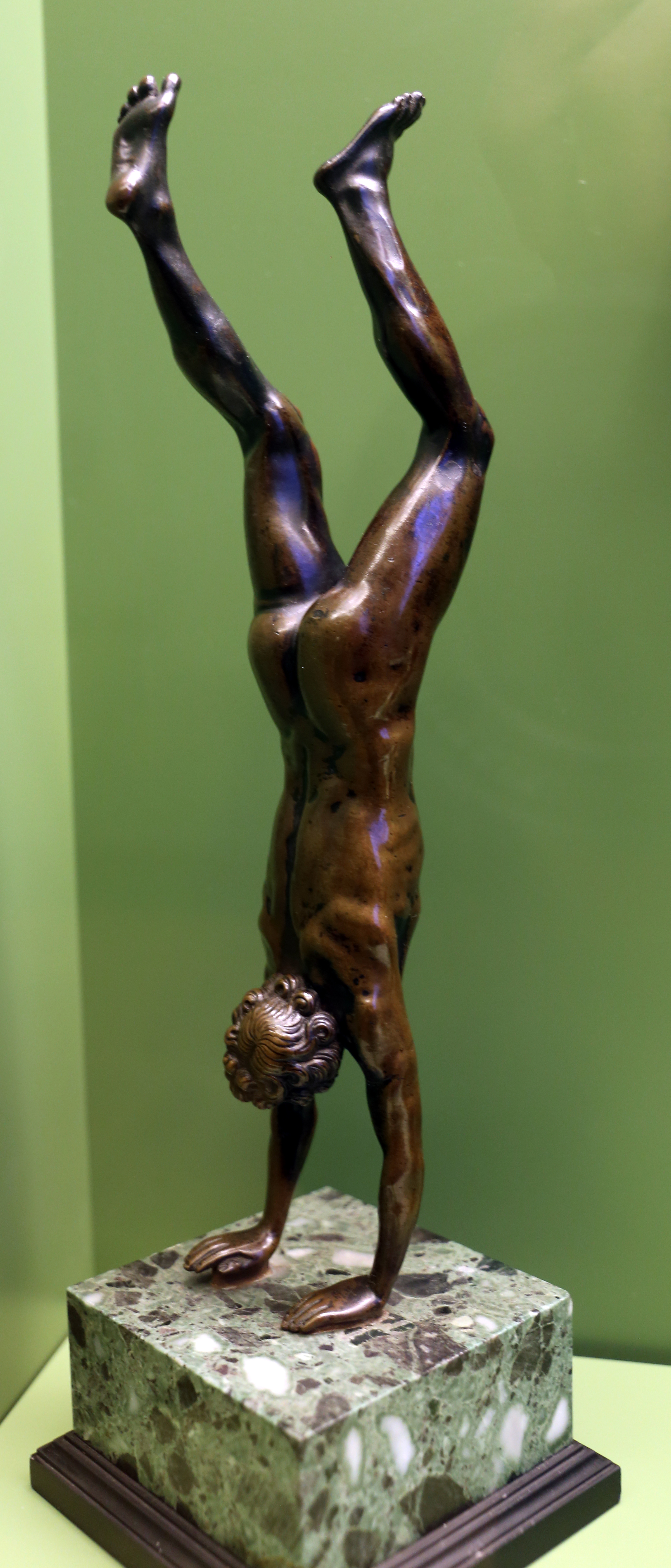
Акробат. Бронза. Музей Боде, Берлин
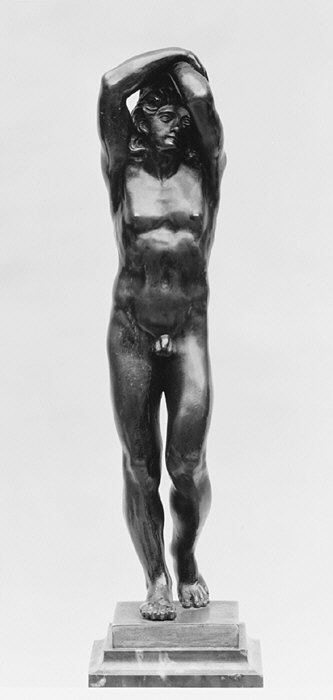
Юность. Ок. 1600. Бронза. Метрополитен-музей, Нью-Йорк
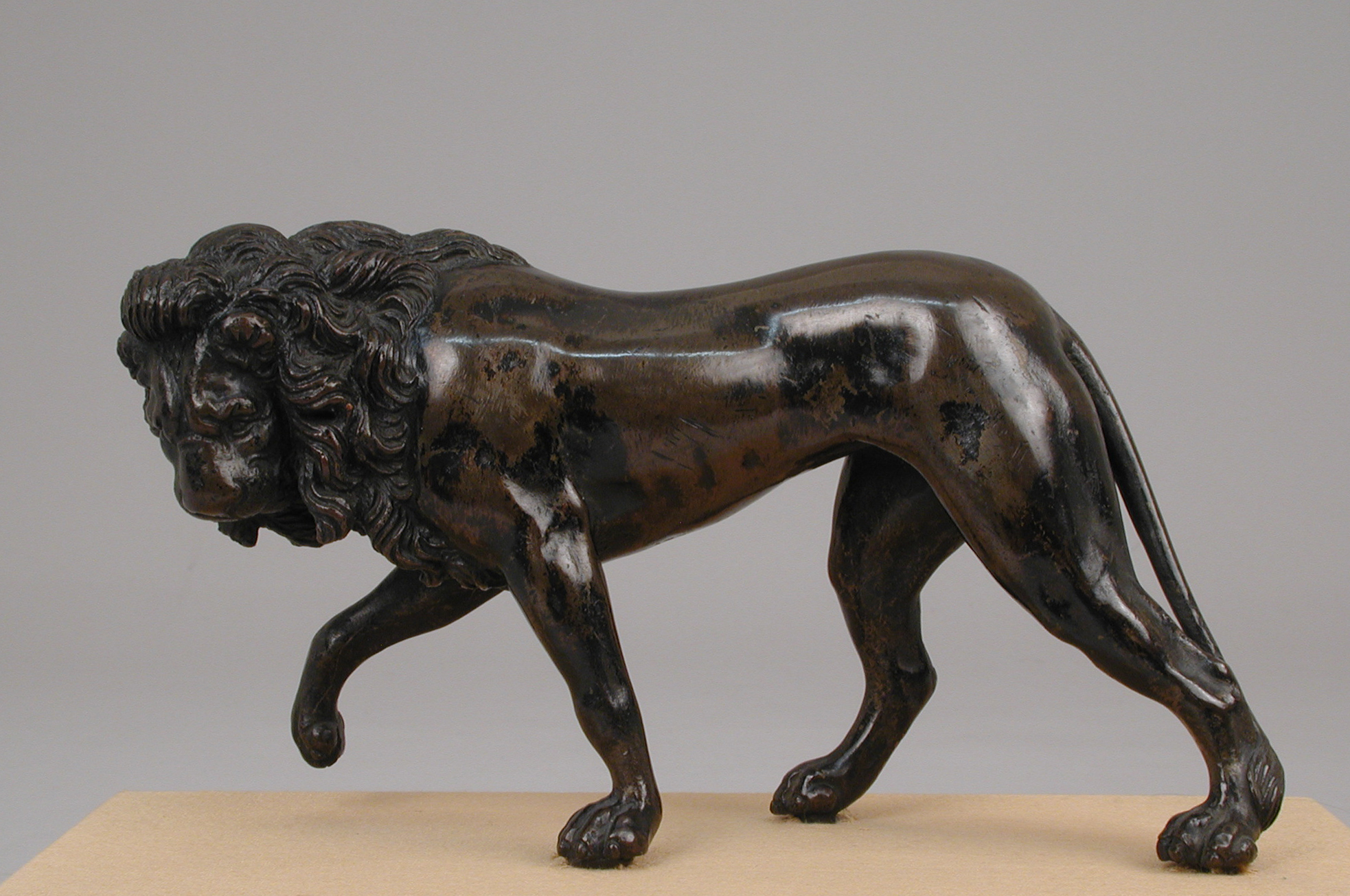
Прогуливающийся лев. Ок. 1600. Бронза. Метрополитен-музей, Нью-Йорк